# Геоматика
Геома́тика (англ. Geomatics) — термін, запропонований у Канаді для позначення видів діяльності з інтеграції всіх засобів збору та управління просторовими даними для наукових, адміністративних та технічних операцій, пов'язаних з виробництвом та управлінням просторовою інформацією.

## Застосування
Галузі застосування включать в себе:
- Сервіси повітряної навігації
- Археологічні дослідження і розвідку для задач ГІС
- Адміністрування зон узбережжя і картографування
- Прогнозування катастроф для зменшення ризику лиха і реагування
- Довкілля
- Впорядкування інфраструктури
- Землеустрій
- Моніторинг і розвиток природних ресурсів
- Сейсмічна інтерпретація
- Планування адміністративного поділу земель
- Містобудування
- Океанографію
- Метеорологію
- Паркові зони
- Управління ресурсами
- Зміна клімату/Моніторинг довкілля